# ماديس ميكلس
ماديس ميكلس (و. 2003  م) هو دراج إستوني، ولد في تارتو.

## سجل الفوز

### سباقات أو مراحل فاز بها
| التاريخ        | السباق                                  | المركز                      |
| -------------- | --------------------------------------- | --------------------------- |
| 24 سبتمبر 2021 | سباق الطريق للشبان في بطولة العالم 2021 | الثالث في التصنيف العام     |
| 06 أكتوبر 2022 | غران بيمونتي 2022                       | السادس في التصنيف العام     |
| 19 فبراير 2023 | فولتا الغارف 2023                       | الثامن في تصنيف أفضل شاب    |
| 04 مارس 2023   | سباق جائزة كريكويليون الكبرى 2023       | الثامن في التصنيف العام     |
| 18 مايو 2023   | سيركيت دي والونيا 2023                  | الثامن في التصنيف العام     |
| 29 مايو 2023   | طواف النرويج 2023                       | العاشر في تصنيف أفضل شاب    |
| 20 أغسطس 2023  | أوروآيز الكلاسيكي 2023                  | المرتبة 13 في التصنيف العام |
| 27 أغسطس 2023  | دويتشلاند تور 2023                      | الخامس في تصنيف النقاط      |
| 25 يناير 2024  | 2024 Surf Coast Classic                 | السابع في التصنيف العام     |
| 03 أبريل 2024  | شيلدبرايش 2024                          | التاسع في التصنيف العام     |
| 07 أبريل 2024  | سباق باريس روبيه 2024                   | العاشر في التصنيف العام     |